# Romano (esarca)
Romano (VI secolo – 596 circa) è stato un politico e militare bizantino fu esarca d'Italia fra il 590 e il 596 (o il 597).

## Biografia

### Origini: identificazione con Romano figlio di Anagaste?
È stata proposta l'identificazione (non del tutto certa) con un altro «Romano» a lui coevo, il figlio del patrizio Anagastes, di origine gotica; se tale identificazione fosse corretta, quando arrivò in Italia era già un generale di una certa esperienza: con il grado di magister militum aveva sottomesso la popolazione caucasica dei Suani tra il 573 e il 576, portando a Costantinopoli il re, l'intera corte e il tesoro reale; nel 579, su ordini del magister militum per Orientem e futuro imperatore Maurizio, devastò il territorio persiano al di là del Tigri.
Nel 589 Romano, figlio di Anagaste, ottenne dall'imperatore Maurizio il comando generale dell'esercito bizantino dislocato nella Lazica. Si scontrò nello stesso anno con il generale persiano Bahram in Albania, riportando un'importante vittoria; infatti il re persiano Ormisda IV, scontento per la sconfitta di Bahram Chobin contro Romano, lo privò del comando dell'esercito e lo riempì di insulti, determinando la rivolta di Bahram e l'inizio di una guerra civile in Persia, che permise ai Bizantini di vincere la guerra.

### Alleanza con i Franchi e campagna del 590

L'Italia intorno al 590, prima delle conquiste di Agilulfo.

Nominato Esarca d'Italia nel 590, succedendo all'esarca Giuliano, riprese, assieme ai Franchi, l'offensiva contro i Longobardi. Nello stesso anno, infatti, dopo che l'ambasciatore Grippone tornò da Costantinopoli riferendo al re che era stato trattato con tutti gli onori da Maurizio e che l'Imperatore aveva promesso di vendicare un'offesa ricevuta dai Franchi a Cartagine, il re dei Franchi Childeberto II accettò la richiesta di Maurizio di appoggiare i Bizantini in Italia, inviando il suo esercito contro i Longobardi. I Franchi penetrarono in Italia con tre colonne di guerrieri e costrinsero il re longobardo Autari a rinchiudersi in Pavia.
Nel frattempo, prima dell'arrivo dei Franchi, l'esercito di Romano conquistò le città di Modena, Altino e Mantova, le cui mura vennero rase al suolo. Romano, venuto a conoscenza che un esercito dei Franchi condotto dal duca Cedino si era accampato nei pressi di Verona, aveva l'intenzione di ricongiungere i suoi uomini con quelli di Cedino, e marciare insieme ai Franchi per andare ad assediare Pavia e ad espugnarla, ponendo così fine al regno longobardo; quando andò però incontro a Cedino e agli altri duchi franchi per mettersi d'accordo con loro sulle successive mosse da attuare contro il nemico, scoprì con «grande meraviglia» che essi, senza consultarsi prima con i Bizantini, avevano stretto una tregua di dieci mesi con i Longobardi, e si ritirarono con celerità dall'Italia.
Comunque Romano continuò la sua campagna, anche se il ritiro dei Franchi lo spinse a rinunciare all'assedio di Pavia: egli ottenne la sottomissione dei duchi longobardi di Parma, Reggio Emilia e Piacenza, i quali consegnarono ai Bizantini i loro figli come ostaggio, dopodiché ritornò a Ravenna, per poi marciare verso la provincia di Venetia et Histria. Qui ottenne la sottomissione del duca del Friuli Gisulfo, figlio di Grasulfo, che per propria volontà venne incontro all'esarca con i nobili e il suo esercito, e fece voto di sottomissione. Nel frattempo due generali bizantini, Nordulfo e Ossone, recuperarono con il loro esercito diverse città nell'Istria.
Molte delle conquiste di Romano furono comunque ottenute con il tradimento di duchi longobardi, che passarono dalla parte dell'Impero, e furono comunque effimere, perché le città recuperate vennero di nuovo perse agli inizi del VII secolo. Rammaricato per l'occasione persa di annientare il regno longobardo, fallita a causa del ritiro dei Franchi, Romano scrisse una lettera piena di sdegno a Re Childeberto in cui lo pregava di rimandare i suoi guerrieri franchi in Italia per riprendere la campagna da dove era stata interrotta, ma senza commettere saccheggi a danni degli Italici e delle Chiese:
(Lettera di Romano (Esarca Ravennate) al Re Childeberto. Anno 590. Settembre.)
La lettera si rivelò però inutile: infatti i Franchi non ritornarono più sul campo di battaglia e i Longobardi, sotto la guida del loro nuovo re Agilulfo, poterono riprendere l'offensiva.

### Contrasti con papa Gregorio I (590-596)

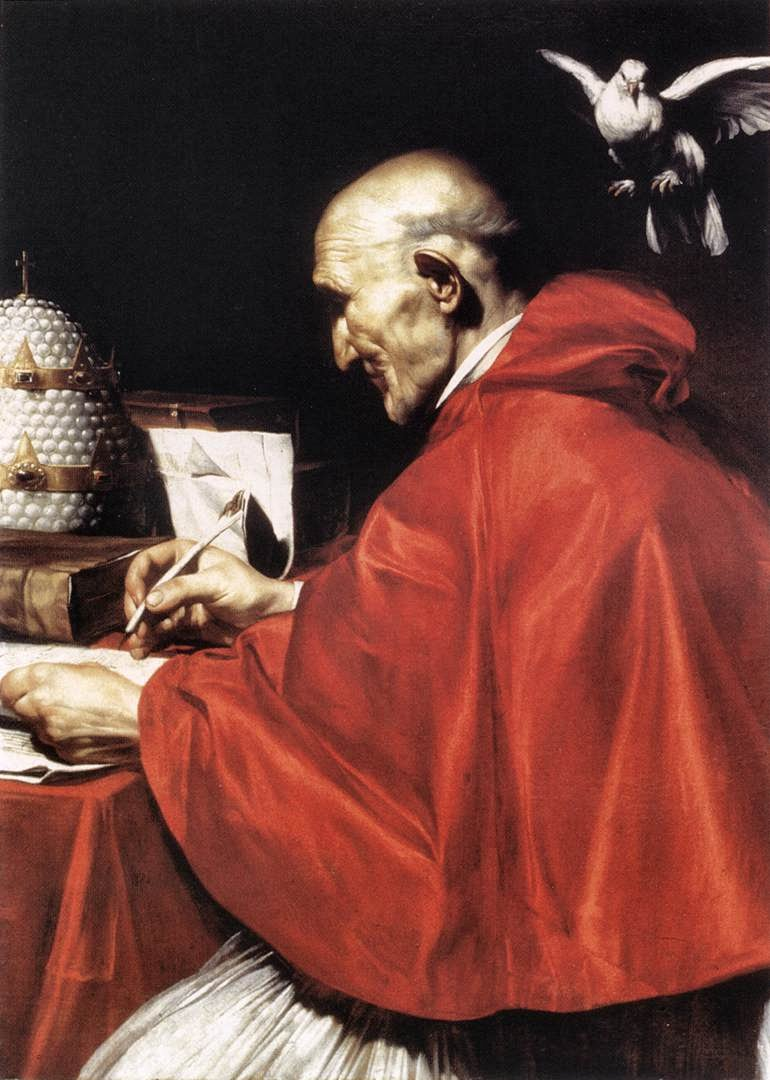
Papa Gregorio I fu uno degli oppositori alla politica dell'esarca Romano.

Nel 591 il duca di Spoleto Ariulfo, appena asceso al ducato, iniziò a condurre una politica espansionistica a danni dei Bizantini, conquistando le città del corridoio umbro che collegava Roma con Ravenna e assediando la Città Eterna stessa, da cui si ritirò solo dopo aver estorto alla città assediata un tributo; nel frattempo anche Napoli era minacciata dai Longobardi di Benevento. Papa Gregorio I (eletto nel 590) aveva chiesto all'esarca di liberare Roma dall'assedio, ma Romano, che considerava strategicamente secondaria la difesa di Roma e di Napoli, non si mosse. Ciò determinò l'inizio dei contrasti tra Romano e papa Gregorio: poco tempo dopo l'assedio, infatti, il pontefice espresse in un'epistola tutto il risentimento che provava verso Romano, accusato di non difendere Roma dai suoi nemici e di impedirgli di raggiungere la pace. Papa Gregorio, infatti, premeva per una tregua tra Imperiali e Longobardi affinché ritornasse la pace nella penisola e si ponesse fine alle devastazioni belliche, ma Romano non era d'accordo e fece di tutto per ostacolarlo.
Nel 592 Romano, venuto a conoscenza che papa Gregorio era in trattative con il ducato di Spoleto per una pace separata, si mosse per rompere le trattative, un po' perché non tollerava l'insubordinazione del Pontefice, che stava trattando con il nemico senza alcuna autorizzazione imperiale, un po' perché concludere la pace in quel momento avrebbe riconosciuto il corridoio umbro in mani longobarde, cosa che l'esarca non intendeva che accadesse. Nel luglio 592, quindi, l'Esarca partì da Ravenna, raggiunse via mare Roma e dalla Città Eterna partì alla riconquista delle città del Corridoio umbro: dopo una breve campagna, riuscì a riconquistarle. Questa campagna, come previsto, ruppe le trattative di pace che papa Gregorio aveva avviato con i Longobardi, provocando un ulteriore peggioramento dei rapporti con il pontefice, che si lamentò in seguito del comportamento dell'esarca, che aveva impedito che si giungesse a una tregua "senza alcun costo" con i Longobardi. La campagna di Romano non generò però solo lo sdegno del pontefice, ma anche la reazione di re Agilulfo, che da Pavia marciò in direzione di Perugia, dove giustiziò il duca longobardo traditore Maurisione, reo di aver consegnato la città all'Impero, e poi assediò Roma, da cui si ritirò solo dopo che il Pontefice gli pagò di tasca propria un tributo. Perugia comunque ritornò presto in mano imperiale, probabilmente nel 594.
Papa Gregorio I continuò ad insistere per una pace, cercando di convincere lo scolastico di Romano, Severo, a convincere l'esarca a firmare una tregua con i Longobardi, ma senza alcun risultato apprezzabile; anzi, i suoi tentativi subirono la disapprovazione dell'Imperatore Maurizio, che, concordando con la politica dell'esarca Romano, accusò il Papa di infedeltà all'Impero e di stupidità per i suoi tentativi di negoziazione. Papa Gregorio, punto, rispose con un'epistola, in cui difendeva sé stesso dalle accuse mossegli, consigliando l'Imperatore di guardarsi dai suoi cattivi consiglieri, Leone e Nordulfo, "le cui asserzioni ricevono più attenzione delle mie", mentre l'Italia intera, a causa del mancato ascolto del Papa, veniva "condotta giorno dopo giorno prigioniera sotto il giogo dei Longobardi". Le trattative di pace non andarono avanti, perché sempre ostacolate dall'esarca Romano, "la cui malizia è persino peggiore delle spade dei Longobardi, tanto che i nemici che ci massacrano sembrano dolci in comparazione con i giudici della Repubblica che ci consumano con la rapina..." (così scrisse papa Gregorio I al vescovo di Sirmio nella prima metà del 596).
I contrasti con papa Gregorio I non furono però unicamente politici, ma anche dottrinali, riguardanti lo scisma dei Tre Capitoli che ancora si trascinava in Istria. Morì mentre ancora rivestiva la carica, probabilmente per cause naturali, forse nell'aprile del 596.